# Whippet
Whippet (česky také někdy Vipet) je středně velké psí plemeno, typově podobné většímu greyhoundovi.

## Historie
Plemeno začalo vznikat v letech 1835 až 1855, avšak záměrně se začalo šlechtit až v roce 1937 ve Velké Británii křížením malých greyhoundů s teriéry (Old English Black and Tan Terrier) a italským chrtíkem. Šlo hlavně o to, vyšlechtit psa menšího než je greyhound a přesto s podobným vzhledem. V severní Anglii byl velice populární ve štvanici na králíky, odtud název „Snap Dog“, z první výstavy roku 1891.

## Vzhled
Je harmonicky stavěný, elegantní. Hlava je dlouhá, štíhlá, suchá s plochým čelem, postupně se zužuje k čumáku. Čenich má barvu černou, modrou nebo hnědou dle zbarvení. Oči jsou velké, jasné a tmavé. Má chytrý a přitažlivý výraz. Uši jsou ve tvaru růžového lístku složené dozadu, porostlé hedvábnou srstí. Hrudník je hluboký, nohy se silnými kostmi dobře osvalené, pokryté velmi tenkou kůží. Ocas má dlouhý, šavlovitý, bez závěsu, ke konci se zužuje. Má měkkou, velmi krátkou a jemnou srst.

## Temperament

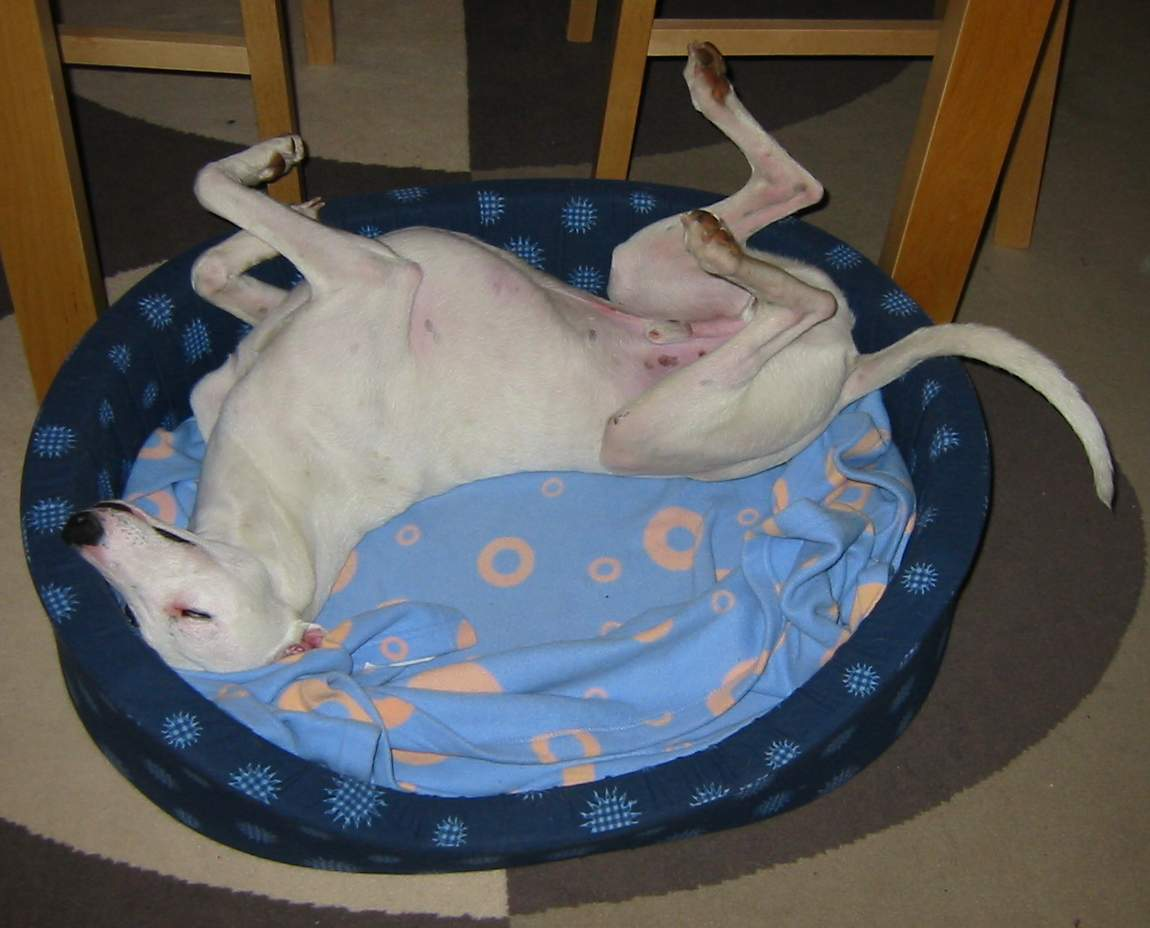
Spící whippet v poloze typické pro chrty

V porovnání s ostatními druhy chrtů je přátelštější a otevřenější povahy, snadno se přizpůsobí a má hravou povahu. Mezi jeho přednosti patří rychlá reakce a obratnost, která společně s vysokou počáteční rychlostí tvoří vhodné předpoklady pro lovce. Při lovu mu nechybí odvaha a dokáže taktizovat. Jsou to velmi citlivá zvířata, a proto by nikdy neměla být vychovávaná tvrdým způsobem.

## Zdraví a kondice
Vzhledem k přírodnímu charakteru se whippeti dožívají poměrně vysokého věku, v průměru 15 let. Whippeti netrpí vrozenými vadami a neobjevují se u nich záněty očí. Mají také minimum pachových žláz, proto patří mezi nejvoňavější psy. Pohyb je pro něj velmi důležitý, patří mezi nejrychlejší psy. Jejich kůže je náchylná na oděrky a trhliny, ale mají výborné regenerační schopnosti. Drápy pátých zakrnělých prstů se v Evropě odstraňují už u štěňat, čímž se předchází odtrhnutím a bolestivým zraněním.
U whippetů (a dalších plemen chrtů a jiných druhů savců) se výjimečně objevuje mutace v genu pro myostatin (myostatin defficiency). Tato mutace může způsobit u whippetů dvojité osvalení. Psi nesoucí jednu mutaci (tzv. heterozygoté) mají většinou díky více vyvinutému osvalení větší potenciál při dostizích. Psi nesoucí dvě mutace (tzv. mutovaní homozygoté) mají pak dvojité osvalení. Kromě občasných svalových křečí jsou ovšem jinak bez problémů a mohou prožít plnohodnotný život. Dostihů se ovšem účastnit nemohou. Předcházet mutacím v chovu jde včasným testováním (které je v České republice již celkem rozšířené) a křížením vhodných jedinců.

## Povaha a držení
K lidem je vlídný a přítulný. Veselý, energetický, rychlý, klidný, oddaný, laskavý. Při běhu dosahuje rychlosti do 65 km/h. Je velice kamarádský, dobře se snáší s jinými psy. Má silně vyvinutý lovecký pud. Je nevhodný pro chov venku v zimních měsících, protože špatně snáší zimu, může být chován v bytě. Zároveň ale vyžaduje pravidelné procházky a mnoho příležitostí k běhu.

## Zajímavosti
Kromě Whippeta existuje ještě jiné plemeno, a to Dlouhosrstý Whippet. Jedná se o dvě plemena a každé má svůj vlastní standard. Zatímco Whippet je uznán FCI (Mezinárodní kynologickou federací) a patří do skupiny 10 k chrtům, tak Dlouhosrstý Whippet patří do sekce neuznaných plemen FCI. Plemena jsou totožná stavbou těla a liší se od sebe pouze srstí. 
Dříve existovalo více variet Whippetů, ale největší pozornost byla věnována krátkosrstým psům. Dlouhosrstí Whippeti zůstali hlavně v USA, odkud byli do Evropy importováni až koncem 20. století. Do ČR se Dlouhosrstí Whippeti dostali až v roce 2002. Jejich chov zastřešuje Klub chovatelů chrtů. 